# Georg Bitter
Friedrich August Georg Bitter, född den 13 augusti 1873 i Bremen, Tyskland, död där den 30 juli 1927, var en tysk botaniker och lichenolog.

## Biografi
Bitter studerade vid universiteten i Jena, München och Kiel. Han disputerade för doktorsexamen vid den senare institutionen 1896, varefter han utförde uppdrag i Berlin. I sina studier påverkades han av handledare som Simon Schwendener, Friedrich Wilhelm Zopf och Johannes Reinke. 
År 1905 utsågs Bitter till föreståndare för botaniska trädgården i Bremen. År 1913 fick han professors titel. Efter första världskriget tjänstgjorde han som professor i Göttingen och föreståndare för botaniska trädgården där.
I sin forskning specialiserade sig Bitter på det botaniska släktet Solanum, vilket framgår av hans Solana Africana, en fyrdelad monografi där han gav beskrivningar av alla kända afrikanska Solanumarter. När det gäller lichenologi ledde han anatomiska studier och utvecklingsstudier om lavarnas bål. Han utförde betydande forskning på lavar av släktet Parmelia (hypogymnia).